# Валаамский дом инвалидов
Валаа́мский дом инвали́дов — дом инвалидов, расположенный на острове Валаам (в северной части Ладожского озера), где в послевоенное время 1950—1984 обслуживались, в том числе, инвалиды войны, проживавшие в Карело-Финской ССР. Находился в бывших монастырских зданиях. Закрыт в 1984 году (преемником стал дом инвалидов в селе Видлица, Олонецкий район).
На всех документах, учреждение значится — не как «дом инвалидов войны и труда», и не «лагерь» (как его называют многие авторы) — а как Валаамский дом инвалидов. На ветеранах он не специализировался. Среди «обеспечиваемых» (так официально назывались пациенты) были разные люди, в том числе «престарелые инвалиды из тюрем». Валаамский дом инвалидов стал своего рода «социальным лепрозорием» куда ссылали ненужных режиму инвалидов и, хотя официально он не входил в структуру Гулага, условия содержания инвалидов в нём нередко описывались посетившими его очевидцами как тюремные.

## История
По указу Верховного Совета Карело-Финской ССР в 1950 году на острове был основан дом инвалидов. На 20 ноября 1950 года на острове было 904 человека. Инвалиды были размещены в зданиях, которые ранее принадлежали монастырю. Инвалиды, которые были способны к работе — работали. На 28 июля 1950 г. на острове было трудоустроено 50 инвалидов.
В 1959 году там находилось 1500 инвалидов.
Среди обитателей интерната были: Григорий Волошин, Иван Калитаров (род. 1924), Матвей Котов, Николай Сергеевич Кошелев, Василий Меньшиков, Михаил Холодный (род. 1920), Качалов В. Н., Хатов Алексей Алексеевич, Ланев Фёдор Васильевич.
В 1960-е годы на архипелаг стали приезжать экскурсии.
В наши дни, по мнению журналиста Аркадия Бейненсона, церковь всячески пытается забыть страницы Валаамского монастыря, которые связаны с лагерем. Объяснение экскурсовода на острове, данное журналисту, было следующим: «инвалиды — наказание это, за то, что храмы разрушили, за то, что бомбили монастырь в Финскую войну». По словам директора Валаамского природного музея-заповедника Владимира Высоцкого: «К сожалению, все захоронения на кладбище практически утрачены. На сегодняшний день визуально они не просматриваются. Нет точных указаний о месте захоронения того или иного инвалида». Фельдшер Любовь Щеглакова занимается восстановлением фамилий ветеранов, которые были сосланы и умерли на острове. Данных, куда пропали награды и наградные книги, не сохранилось.
Основной источник, на который ссылаются авторы, описывающие ужасы дома инвалидов — книга «Валаамская тетрадь» петербургского историка, кандидата искусствоведения Евгения Петровича Кузнецова (1940—2007), более 40 лет проработавшего экскурсоводом на Валааме.

Утверждение, что на остров свозили оставшихся без родственников и занимающихся попрошайничеством на улицах и на транспорте ветеранов-инвалидов из крупных городов СССР, не совсем полно, так как инвалидов-попрошаек по стране было гораздо больше, и подобные поселения создавались во всех регионах страны. Как следует из документов, часто в Валааме это были уроженцы Карелии. Их не «вылавливали» на улицах, а привозили на Валаам из «домов инвалидов малой наполняемости», уже существовавших в Карелии — «Рюттю», «Ламберо», «Святоозеро», «Томицы», «Бараний берег», «Муромское», «Монте-Саари». Соответствующие документы сохранились в личных делах инвалидов.
Как показывают документы, основной задачей было дать инвалиду профессию, чтобы реабилитировать для нормальной жизни. Например, с Валаама направляли на курсы счетоводов и сапожников — безногие инвалиды могли  это освоить. Работать инвалидам 3-й группы было обязательно, 2-й группы — в зависимости от характера травм. Во время учёбы с пенсии, выдаваемой по инвалидности, удерживалось 50% в пользу государства.
На острове патриархом Кириллом был освящён мемориал памяти ветеранов Великой Отечественной войны. В список вошли 54 имени ветеранов. Всего же, по мнению представителя Ассоциации предприятий похоронной отрасли Санкт-Петербурга и Северо-западного региона, которая готовила историческую справку для будущего памятника, на кладбище должно было быть похоронено около 200 инвалидов. Умерших инвалидов хоронили среди могил священнослужителей на Игуменском кладбище. Ставили над могилой металлическую табличку со скупым текстом: фамилия, годы жизни. Никакой отметки о том, что это могила героя войны.

## В искусстве
Некоторых жителей Валаамского дома-интерната изобразил в своих графических работах художник Геннадий Добров.

### Фильмы
- «Время отдыха с субботы до понедельника» — художественный фильм режиссёра Игоря Таланкина по мотивам рассказа Юрия Нагибина «Терпение» с музыкой группы «Центр», участники которой также снялись в фильме.